# Tournoi pré-olympique de l'UEFA 1971-1972
Navigation
Mexico 1968 Montréal 1976
Le tournoi pré-olympique de l'UEFA 1971-1972 a eu pour but de désigner les 4 nations qualifiées au sein de la zone Europe pour participer au tournoi final de football, disputé lors des Jeux olympiques de Munich en 1972. Médaillée d'or et tenante du titre, la Hongrie est qualifiée d'office ainsi que l'Allemagne de l’Ouest en tant que pays hôte. 20 pays originaires du continent européen ont effectivement pris part aux matches de qualification.
Le tournoi européen de qualification aux Jeux olympiques d'été de 1972 s'est déroulé en deux rondes entre le 24 mars 1971 et le 31 mai 1972. Le premier tour a été disputé entre quatre groupes (trois groupes de six équipes et un groupe de quatre équipes), à l'issue duquel deux ou trois nations par poule se sont qualifiées pour la deuxième ronde à l'issue d'un système à élimination directe disputé en match aller-retour, en jouant si nécessaire un match d'appui car la règle des buts marqués à l'extérieur n'est pas en vigueur. Au terme du second tour, l'Union soviétique, la Pologne, l'Allemagne de l'Est et le Danemark ont décroché leur participation au tournoi olympique.

## Pays qualifiés
| Dates                          | Lieu      | Places | Qualifiés                                            |
| ------------------------------ | --------- | ------ | ---------------------------------------------------- |
| du 24 mars 1971 au 31 mai 1972 | Itinérant | 4      | Union soviétique Pologne Allemagne de l'Est Danemark |

## Format des qualifications
Dans les phases de qualification en groupe disputées selon le système de championnat, en cas d’égalité de points de plusieurs équipes à l'issue de la dernière journée, les critères suivants sont appliqués dans l'ordre indiqué pour établir leur classement :

- Meilleure différence de buts,
- Plus grand nombre de buts marqués.

Dans le système à élimination directe avec des matches aller et retour, en cas d'égalité parfaite au score cumulé des deux rencontres, les mesures suivantes sont d'application :

- Nécessité d'un match d'appui disputé sur terrain neutre, et
- La règle des buts marqués à l'extérieur n'est pas en vigueur.

## Résultats des qualifications

### Groupe 1

#### Premier tour
| Équipe 1         | Résultat | Équipe 2 | Aller | Retour | Appui |
| ---------------- | -------- | -------- | ----- | ------ | ----- |
| Luxembourg       | 3 - 5    | Autriche | 1 - 0 | 2 - 3  | 0 - 2 |
| Islande          | 0 - 1    | France   | 0 - 0 | 0 - 1  | -     |
| Union soviétique | 4 - 0    | Pays-Bas | 4 - 0 | 0 - 0  | -     |

#### Détail des rencontres
| 4 avril 1971 | Luxembourg | 1 - 0 | Autriche | Stade de la Frontière Esch-sur-Alzette, Luxembourg |                                                   |
| | Dussier 8e | (1 - 0) |          | Spectateurs : 6 000 Arbitrage : Walter Eschweiler  | Spectateurs : 6 000 Arbitrage : Walter Eschweiler |
| | Rapport    | |          | Spectateurs : 6 000 Arbitrage : Walter Eschweiler  | Spectateurs : 6 000 Arbitrage : Walter Eschweiler |
| R. Hoffmann - Krecké, Flenghi (lb), Kirchens (lb), J.P. Hoffmann (lb) - J. Hoffmann (lb), Trierweiler (lb), N. Hoffmann (lb) - Dussier, Di Genova (lb), Braun | Équipes    | Fleischmann - Oberhuber, Fingerhut, Babler, Brezovšek - Brandstätter ( 57e Arzböck), Füllenhals, Unterweger, Pelikan - Knorrek, Jagodic (it) |          | Spectateurs : 6 000 Arbitrage : Walter Eschweiler  | Spectateurs : 6 000 Arbitrage : Walter Eschweiler |

| 5 mai 1971 | Autriche                                           | 3 - 2 | Luxembourg             | Trattnachtalstadion Grieskirchen, Autriche   |                                              |
| | Pelikan 15e · Knorrek 43e · Fleischmann 47e (pen.) | (2 - 1) | Di Genova (lb) 37e 90e | Spectateurs : 1 200 Arbitrage : Marijan Raus | Spectateurs : 1 200 Arbitrage : Marijan Raus |
| | Rapport 1 Rapport 2                                | |                        | Spectateurs : 1 200 Arbitrage : Marijan Raus | Spectateurs : 1 200 Arbitrage : Marijan Raus |
| Fleischmann - Oberhuber, Fingerhut, Babler ( 9e Unterweger), Brezovšek - Brandstätter, Arzböck, Füllenhals, Pelikan - Knorrek, Wustinger | Équipes                                            | R. Hoffmann - Hansen (lb), Flenghi (lb), Kirchens (lb), J.P. Hoffmann (lb) - J. Hoffmann (lb), Trierweiler (lb), N. Hoffmann (lb) - Dussier, Di Genova (lb), Braun |                        | Spectateurs : 1 200 Arbitrage : Marijan Raus | Spectateurs : 1 200 Arbitrage : Marijan Raus |

| 12 mai 1971        | Islande | 0 - 0   | France | Laugardalsvöllur Reykjavik, Islande                |                                                    |
| 20:00 heure locale | | (0 - 0) | | Spectateurs : 5 722 Arbitrage : Kåre Sirevaag (hu) | Spectateurs : 5 722 Arbitrage : Kåre Sirevaag (hu) |
| 20:00 heure locale | Rapport 1 Rapport 2 |         | | Spectateurs : 5 722 Arbitrage : Kåre Sirevaag (hu) | Spectateurs : 5 722 Arbitrage : Kåre Sirevaag (hu) |
| 20:00 heure locale | Þ. Atlason - J. Atlason (en) , Stefánsson, Kjartansson, Gunnarsson, Sturlaugsson - Hallgrímsson ( 60e Baldvinsson (en)), Hafsteinsson - Albertsson, Eðvaldsson ( 60e Leifsson), Elíasson | Équipes | Delhumeau - Ribeyre, Le Roux, Imiéla, Laurier - Verhoeve , Romier, Di Caro, Riefa - Mankowski, de Martigny | Spectateurs : 5 722 Arbitrage : Kåre Sirevaag (hu) | Spectateurs : 5 722 Arbitrage : Kåre Sirevaag (hu) |

| Match d'appui | Autriche | 2 - 0   | Luxembourg | Georg-Gaßmann-Stadion (en) Marbourg, Allemagne de l'Ouest |                                                     |
| 30 mai 1971   | Knorrek 9e · Wustinger 50e | (0 - 0) | | Spectateurs : 1 500 Arbitrage : Gerhard Schulenburg       | Spectateurs : 1 500 Arbitrage : Gerhard Schulenburg |
| 30 mai 1971   | Rapport |         | | Spectateurs : 1 500 Arbitrage : Gerhard Schulenburg       | Spectateurs : 1 500 Arbitrage : Gerhard Schulenburg |
| 30 mai 1971   | Fleischmann - Jagodic (it), Fingerhut, Babler, Brezovšek - Füllenhals, Knorrek, Arzböck, Pelikan ( 60e Stadler) - Kastner ( 55e Wallner), Wustinger | Équipes | R. Hoffmann - Hansen (lb) ( 46e Schmit (lb)), Flenghi (lb), Kirchens (lb), J.P. Hoffmann (lb) - J. Hoffmann (lb), Trierweiler (lb), N. Hoffmann (lb) - Dussier, Di Genova (lb), Braun ( 77e Langers (lb)) | Spectateurs : 1 500 Arbitrage : Gerhard Schulenburg       | Spectateurs : 1 500 Arbitrage : Gerhard Schulenburg |

| 2 juin 1971 | Union soviétique                                        | 4 - 0 | Pays-Bas | Stade Central Lénine Moscou, Union soviétique     |                                                   |
| | Kozynkevych 44e 64e · Trochkine 54e · Shalimov (ru) 74e | (1 - 0) |          | Spectateurs : 23 000 Arbitrage : Aurelio Angonese | Spectateurs : 23 000 Arbitrage : Aurelio Angonese |
| | Rapport                                                 | |          | Spectateurs : 23 000 Arbitrage : Aurelio Angonese | Spectateurs : 23 000 Arbitrage : Aurelio Angonese |
| Kudasov (ru) - Bulavin (en) ( 70e Zanazanyan), Ivanov (en), Abramov, Zikov - Andreasyan, Bondarenko (en), Shalimov (ru) - Goncharov (ru) ( 46e Avrutskiy (en)), Trochkine, Kozynkevych | Équipes                                                 | Reitsma - de Jong, Kuipers ( 80e Van Pelt), Marijt, Bischot (nl) - Hoek, Meertens ( 70e Boiten), Veeken (nl) - Kiel (nl), Steur, Verheuvel |          | Spectateurs : 23 000 Arbitrage : Aurelio Angonese | Spectateurs : 23 000 Arbitrage : Aurelio Angonese |

| 16 juin 1971                                                                                           | France                        | 1 - 0 | Islande | Stade Jean-Bouin Paris, France                     |                                                    |
| | Hallet 58e                    | (0 - 0) |         | Spectateurs : 1 851 Arbitrage : Robert Schaut (hu) | Spectateurs : 1 851 Arbitrage : Robert Schaut (hu) |
| | Rapport 1 Rapport 2 Rapport 3 | |         | Spectateurs : 1 851 Arbitrage : Robert Schaut (hu) | Spectateurs : 1 851 Arbitrage : Robert Schaut (hu) |
| Delhumeau - Ribeyre, Imiéla, Le Roux, Laurier - Guignedoux, Verhoeve, Mankowski - Prost, Riefa, Hallet | Équipes                       | Þ. Atlason - J. Atlason (en) , Sigurvinsson, Kjartansson, Stefánsson - Geirsson (en), Albertsson, Leifsson - Magnússon, Elíasson, Tryggvason |         | Spectateurs : 1 851 Arbitrage : Robert Schaut (hu) | Spectateurs : 1 851 Arbitrage : Robert Schaut (hu) |

| 16 juin 1971 | Pays-Bas | 0 - 0 | Union soviétique | Stadion Feijenoord Rotterdam, Pays-Bas          |                                                 |
| |          | (0 - 0) |                  | Spectateurs : 3 500 Arbitrage : Rudolf Scheurer | Spectateurs : 3 500 Arbitrage : Rudolf Scheurer |
| | Rapport  | |                  | Spectateurs : 3 500 Arbitrage : Rudolf Scheurer | Spectateurs : 3 500 Arbitrage : Rudolf Scheurer |
| Reitsma - van Dullemen, Lacroix (nl) ( 65e Boiten), Marijt, Bischot (nl) - Hoek, Kiel (nl), Veeken (nl) - Steur, Verheuvel, Gritter ( 46e Meertens) | Équipes  | Tkachenko (en) - Bulavin (en), Ivanov (en), Khudiyev (en), Zikov - Andreasyan, Trochkine, Zanazanyan, Shalimov (ru) - Avrutskiy (en) ( 59e Bondarenko (en)), Kozynkevych |                  | Spectateurs : 3 500 Arbitrage : Rudolf Scheurer | Spectateurs : 3 500 Arbitrage : Rudolf Scheurer |

#### Second tour
| Rang | Équipe           | Pts | J | G | N | P | Bp | Bc | Diff |  | Résultats (▼ dom., ► ext.) |     |     |     |
| ---- | ---------------- | --- | - | - | - | - | -- | -- | ---- |  | -------------------------- | --- | --- | --- |
| 1    | Union soviétique | 8   | 4 | 4 | 0 | 0 | 13 | 2  | +11  |  | Union soviétique           |     | 5-1 | 4-0 |
| 2    | France           | 4   | 4 | 2 | 0 | 2 | 10 | 9  | +1   |  | France                     | 1-3 |     | 5-1 |
| 3    | Autriche         | 0   | 4 | 0 | 0 | 4 | 1  | 13 | -12  |  | Autriche                   | 0-1 | 0-3 |     |

#### Détail des rencontres
| 13 octobre 1971 | Union soviétique                                     | 4 - 0 | Autriche | Stadion Druzhba Lviv, Union soviétique                |                                                       |
| | Zanazanyan 13e 69e · Kozynkevych 36e · Kopeïkine 87e | (2 - 0) |          | Spectateurs : 21 000 Arbitrage : Petar Kostovski (hu) | Spectateurs : 21 000 Arbitrage : Petar Kostovski (hu) |
| | Rapport                                              | |          | Spectateurs : 21 000 Arbitrage : Petar Kostovski (hu) | Spectateurs : 21 000 Arbitrage : Petar Kostovski (hu) |
| Pilguy - Dotsenko (ru), Sosnikhin (ru), Reshko, Mesropyan (ru) - Andreasyan ( 71e Bondarenko (en)), Trochkine ( 71e Kopeïkine), Zanazanyan, Veremeyev - Greshchak (ru), Kozynkevych | Équipes                                              | Fleischmann - Füllenhals, Fingerhut, Brezovšek ( 89e Arzböck), Babler - Radovics, Biehal, Hruby ( 46e Brezovar), Pfalzer - Knorrek, Wallner |          | Spectateurs : 21 000 Arbitrage : Petar Kostovski (hu) | Spectateurs : 21 000 Arbitrage : Petar Kostovski (hu) |

| 3 novembre 1971 | Union soviétique                                                        | 5 - 1 | France    | Stadion Hrazdan Erevan, Union soviétique     |                                              |
| | Zanazanyan 12e · Andreasyan 21e 29e · Ishtoyan 36e · Greshchak (ru) 51e | (4 - 0) | Riefa 69e | Spectateurs : 50 000 Arbitrage : Bertil Lööw | Spectateurs : 50 000 Arbitrage : Bertil Lööw |
| | Rapport 1 Rapport 2                                                     | |           | Spectateurs : 50 000 Arbitrage : Bertil Lööw | Spectateurs : 50 000 Arbitrage : Bertil Lööw |
| Prokhorov - Matvienko, Sosnikhin (ru), Reshko, Mesropyan (ru) - Andreasyan, Trochkine ( 57e Bondarenko (en)), Zanazanyan, Veremeyev - Greshchak (ru), Ishtoyan ( 57e Vasiliev (ru)) | Équipes                                                                 | Lannoy - Ribeyre, Imiéla, Le Roux, Laurier - Chenu, Romier, Mankowski - Bouveresse ( 58e Lang), Riefa, Redon |           | Spectateurs : 50 000 Arbitrage : Bertil Lööw | Spectateurs : 50 000 Arbitrage : Bertil Lööw |

| 18 novembre 1971 | Autriche | 0 - 1 | Union soviétique | Bundesstadion Südstadt Maria Enzersdorf, Autriche |                                                 |
| |          | (0 - 0) | Andreasyan 74e   | Spectateurs : 300 Arbitrage : Franz Geluck (hu)   | Spectateurs : 300 Arbitrage : Franz Geluck (hu) |
| | Rapport  | |                  | Spectateurs : 300 Arbitrage : Franz Geluck (hu)   | Spectateurs : 300 Arbitrage : Franz Geluck (hu) |
| Maurer (en) - Vojta, Fingerhut, Wachtler, Novak - Füllenhals, Babler, Radovics, Koubek ( 46e Biehal) - Berger, Knorrek | Équipes  | Oleinik (ru) - Matvienko, Sosnikhin (ru), Reshko, Mesropyan (ru) - Andreasyan, Trochkine, Zanazanyan ( 46e Kopeïkine), Veremeyev ( 65e Machaidze (en)) - Greshchak (ru), Kozynkevych |                  | Spectateurs : 300 Arbitrage : Franz Geluck (hu)   | Spectateurs : 300 Arbitrage : Franz Geluck (hu) |

| 8 décembre 1971                                                                            | France                                               | 5 - 1 | Autriche     | Stade Marville Saint-Denis, France                   |                                                      |
|                                                                                            | Riefa 20e (pen.) 85e · Tonnel 23e · Collinet 40e 78e | (3 - 1) | Radovics 12e | Spectateurs : 2 000 Arbitrage : Antonio Sánchez Ríos | Spectateurs : 2 000 Arbitrage : Antonio Sánchez Ríos |
|                                                                                            | Rapport                                              | |              | Spectateurs : 2 000 Arbitrage : Antonio Sánchez Ríos | Spectateurs : 2 000 Arbitrage : Antonio Sánchez Ríos |
| Lannoy - Imiéla, Perra, Chenu - Laurier , Riefa, Ribeyre, Romier - Redon, Tonnel, Collinet | Équipes                                              | Piringer - Vojta, Novak ( Berger), Babler, Kapoun - Radovics, Knorrek, Füllenhals, Biehal ( Fingerhut) - Koubek, Hutter |              | Spectateurs : 2 000 Arbitrage : Antonio Sánchez Ríos | Spectateurs : 2 000 Arbitrage : Antonio Sánchez Ríos |

| 12 avril 1972 | Autriche            | 0 - 3                                                                                                | France                                | Mannersdorfer Stadion Mannersdorf am Leithagebirge, Autriche |                                                      |
| |                     | (0 - 1)                                                                                              | Riefa 30e · Tonnel 58e · Collinet 72e | Spectateurs : 3 000 Arbitrage : Jacques Colling (hu)         | Spectateurs : 3 000 Arbitrage : Jacques Colling (hu) |
| | Rapport 1 Rapport 2 | |                                       | Spectateurs : 3 000 Arbitrage : Jacques Colling (hu)         | Spectateurs : 3 000 Arbitrage : Jacques Colling (hu) |
| Piringer - Brezovar, Poschalko, Novak, Brezovšek - Radovics, Arzböck ( 62e Hutter), Babler ( 62e Daxbacher (en)), Biehal - Knorrek, Wallner | Équipes             | Gouraud - Ribeyre, Hopquin, Imiéla, Le Bourgocq - Chenu, Romier, Mankowski - Tonnel, Riefa, Collinet |                                       | Spectateurs : 3 000 Arbitrage : Jacques Colling (hu)         | Spectateurs : 3 000 Arbitrage : Jacques Colling (hu) |

| 25 mai 1972        | France | 1 - 3   | Union soviétique | Parc des Princes Paris, France               |                                              |
| 17:00 heure locale | Tonnel 59e | (0 - 1) | Machaidze (en) 42e · Blokhine 47e 89e | Spectateurs : 35 000 Arbitrage : David Smith | Spectateurs : 35 000 Arbitrage : David Smith |
| 17:00 heure locale | Rapport |         | | Spectateurs : 35 000 Arbitrage : David Smith | Spectateurs : 35 000 Arbitrage : David Smith |
| 17:00 heure locale | Lannoy - Ribeyre, Imiéla, Hopquin, Le Bourgocq ( 37e Rizzo) - Romier, Chenu, Mankowski - Tonnel, Riefa, Collinet | Équipes | Oleinik (ru) - Serostanov (ru), Potochnyak (ru), Golubev (en), Zvyahintsev - Veremeyev, Machaidze (en) ( 61e Buryak), Zanazanyan ( 80e Mirikov (ru)) - Gutsaev, Nodia, Blokhine | Spectateurs : 35 000 Arbitrage : David Smith | Spectateurs : 35 000 Arbitrage : David Smith |

### Groupe 2

#### Premier tour
| Équipe 1        | Résultat | Équipe 2 | Aller | Retour |
| --------------- | -------- | -------- | ----- | ------ |
| Grande-Bretagne | 1 - 5    | Bulgarie | 1 - 0 | 0 - 5  |
| Espagne         | 4 - 0    | Turquie  | 3 - 0 | 1 - 0  |
| Pologne         | 8 - 0    | Grèce    | 7 - 0 | 1 - 0  |

#### Détail des rencontres
| 24 mars 1971 | Grande-Bretagne               | 1 - 0 | Bulgarie | British Empire Exposition Stadium Londres, Royaume-Uni |                                                 |
| | Adams 15e                     | (1 - 0) |          | Spectateurs : 3 000 Arbitrage : Arie van Gemert        | Spectateurs : 3 000 Arbitrage : Arie van Gemert |
| | Rapport 1 Rapport 2 Rapport 3 | |          | Spectateurs : 3 000 Arbitrage : Arie van Gemert        | Spectateurs : 3 000 Arbitrage : Arie van Gemert |
| Swannell (en) - Fuschillo (en), Currie (en), Powell (en) , Gamblin (en) - Payne, Day, Haider, Hardcastle (en) ( 82e Pritchard) - Gray, Adams | Équipes                       | Yordanov - Zafirov, Kolev, Aladzhov, Penev - Denev, Nikodimov, Panov - Veselinov, Bonev ( 61e Vasilev), Yakimov |          | Spectateurs : 3 000 Arbitrage : Arie van Gemert        | Spectateurs : 3 000 Arbitrage : Arie van Gemert |

| 5 mai 1971 | Bulgarie                                                        | 5 - 0 | Grande-Bretagne | Stade national Vassil-Levski Sofia, Bulgarie     |                                                  |
| | Jekov 24e 81e · Mikhaïlov 28e · Vasilev 50e · Mitkov 90e (pen.) | (2 - 0) |                 | Spectateurs : 40 000 Arbitrage : Robert Frauciel | Spectateurs : 40 000 Arbitrage : Robert Frauciel |
| | Rapport 1 Rapport 2 Rapport 3                                   | |                 | Spectateurs : 40 000 Arbitrage : Robert Frauciel | Spectateurs : 40 000 Arbitrage : Robert Frauciel |
| Yordanov - Gaydarski, Penev , Velichkov, Zhechev, Apostolov - M. Vasilev ( 76e G. Vasilev), Bonev - Jekov, Mikhaïlov ( 77e Petkov), Mitkov | Équipes                                                         | Swannell (en) - Fuschillo (en), Delaney, Powell (en) , Gamblin (en) - Payne, Day, Haider, Clements ( 30e Pritchard) - Gray, Adams ( 53e Mellows (en)) |                 | Spectateurs : 40 000 Arbitrage : Robert Frauciel | Spectateurs : 40 000 Arbitrage : Robert Frauciel |

| 5 mai 1971         | Espagne | 3 - 0   | Turquie | Estadio Helmántico Salamanque, Espagne              |                                                     |
| 20:30 heure locale | Manolín Cuesta (es) 49e 58e · Santillana 54e | (0 - 0) | | Spectateurs : 25 000 Arbitrage : Ahmed Khelifi (hu) | Spectateurs : 25 000 Arbitrage : Ahmed Khelifi (hu) |
| 20:30 heure locale | Rapport |         | | Spectateurs : 25 000 Arbitrage : Ahmed Khelifi (hu) | Spectateurs : 25 000 Arbitrage : Ahmed Khelifi (hu) |
| 20:30 heure locale | Castro (en) - Fabián (es), Piñel (es), Verdugo (es) - José Manuel (es), Varo (es) - Solsona, Crispi (en) ( 22e Manolín Cuesta (es)), Santillana, Planelles (en), Bosmediano | Équipes | Erdoğan ( 61e Mustafa I ) - Günalp, Tuncay (de), Müjdat (tr) - Timuçin (de), Endersert - Mustafa II, Ali, Adem, Olcay (de), Sinan (tr) ( 57e Ali Pala) | Spectateurs : 25 000 Arbitrage : Ahmed Khelifi (hu) | Spectateurs : 25 000 Arbitrage : Ahmed Khelifi (hu) |

| 19 mai 1971        | Turquie | 0 - 1   | Espagne | 19 Mayıs Stadyumu Ankara, Turquie                     |                                                       |
| 21:00 heure locale | | (0 - 1) | Bosmediano 61e | Spectateurs : 20 000 Arbitrage : Gheorghe Limona (hu) | Spectateurs : 20 000 Arbitrage : Gheorghe Limona (hu) |
| 21:00 heure locale | Rapport |         | | Spectateurs : 20 000 Arbitrage : Gheorghe Limona (hu) | Spectateurs : 20 000 Arbitrage : Gheorghe Limona (hu) |
| 21:00 heure locale | Erdoğan - Günalp, Tuncay (de), Müjdat (tr) - Timuçin (de), Endersert - Adem, Ali ( 85e Astud), Mustafa II, Olcay (de) ( 60e Ali Pala), Sinan (tr) | Équipes | Castro (en) - Fabián (es), Piñel (es), Verdugo (es) - José Manuel (es), Varo (es) - Manolín Cuesta (es), Solsona, Santillana, Planelles (en), Bosmediano | Spectateurs : 20 000 Arbitrage : Gheorghe Limona (hu) | Spectateurs : 20 000 Arbitrage : Gheorghe Limona (hu) |

#### Second tour
| Rang | Équipe   | Pts | J | G | N | P | Bp | Bc | Diff |  | Résultats (▼ dom., ► ext.) |     |     |     |
| ---- | -------- | --- | - | - | - | - | -- | -- | ---- |  | -------------------------- | --- | --- | --- |
| 1    | Pologne  | 6   | 4 | 3 | 0 | 1 | 8  | 3  | +5   |  | Pologne                    |     | 3-0 | 2-0 |
| 2    | Bulgarie | 5   | 4 | 2 | 1 | 1 | 14 | 10 | +4   |  | Bulgarie                   | 3-1 |     | 8-3 |
| 3    | Espagne  | 1   | 4 | 0 | 1 | 3 | 6  | 15 | -9   |  | Espagne                    | 0-2 | 3-3 |     |

#### Détail des rencontres
| 10 novembre 1971   | Espagne | 0 - 2   | Pologne | Estadio Municipal El Molinón Gijón, Espagne    |                                                |
| 20:00 heure locale | | (0 - 0) | Marx 47e · Lubański 56e                                                                                            | Spectateurs : 15 000 Arbitrage : René Vigliani | Spectateurs : 15 000 Arbitrage : René Vigliani |
| 20:00 heure locale | Rapport |         | | Spectateurs : 15 000 Arbitrage : René Vigliani | Spectateurs : 15 000 Arbitrage : René Vigliani |
| 20:00 heure locale | Castro (en) - Gisasola (en), Cortés, Verdugo (es) - Chuso (es) ( 61e Ferrer (en)), José Manuel (es) - Lasa (en) ( 46e Bosmediano), Solsona, Mori (es), Grande (en), Manolín Cuesta (es) | Équipes | Szeja - Szymanowski, Ostafiński, Gorgoń - Anczok, Blaut - Marx, Szołtysik, Deyna, Lubański, Banaś (en) ( 43e Lato) | Spectateurs : 15 000 Arbitrage : René Vigliani | Spectateurs : 15 000 Arbitrage : René Vigliani |

| 24 novembre 1971   | Bulgarie | 8 - 3   | Espagne | Stade national Vassil-Levski Sofia, Bulgarie                |                                                             |
| 20:00 heure locale | Petkov 8e 65e · Vasilev 12e 75e · Mikhaïlov 33e 43e 54e · Bonev 72e (pen.)                                   | (4 - 1) | Manolín Cuesta (es) 45e · Quini 52e 64e | Spectateurs : 10 000 Arbitrage : Fernando Santos Leite (hu) | Spectateurs : 10 000 Arbitrage : Fernando Santos Leite (hu) |
| 20:00 heure locale | Rapport |         | | Spectateurs : 10 000 Arbitrage : Fernando Santos Leite (hu) | Spectateurs : 10 000 Arbitrage : Fernando Santos Leite (hu) |
| 20:00 heure locale | Filipov (en) - Zafirov, Penev, Velichkov - Zhechev, Denev - Vasilev, Bonev - Petkov, Mikhaïlov, Dermendzhiev | Équipes | García Remón 76e - Gisasola (en) 75e, Cortés, Verdugo (es) ( 46e Macías (es)) - Ferrer (en), José Manuel (es) - Lasa (en), Asensi, Quini, Grande (en) 88e, Manolín Cuesta (es) ( 77e Castro (en) ) | Spectateurs : 10 000 Arbitrage : Fernando Santos Leite (hu) | Spectateurs : 10 000 Arbitrage : Fernando Santos Leite (hu) |

| 16 avril 1972 | Bulgarie                                | 3 - 1 | Pologne      | Gradski Stadion Stara Zagora, Bulgarie                 |                                                        |
| | Bonev 67e (pen.) 88e · Dermendzhiev 80e | (0 - 1) | Lubański 38e | Spectateurs : 20 000 Arbitrage : Victor Pădureanu (ro) | Spectateurs : 20 000 Arbitrage : Victor Pădureanu (ro) |
| | Rapport 1 Rapport 2                     | |              | Spectateurs : 20 000 Arbitrage : Victor Pădureanu (ro) | Spectateurs : 20 000 Arbitrage : Victor Pădureanu (ro) |
| Yordanov - Velichkov, Penev , Aladzhov, Zhechev - Petkov, Vasilev, Bonev - Jekov, Dermendzhiev, Mitkov ( 51e Panov) | Équipes                                 | Kostka - Szymanowski , Ostafiński, Wraży, Anczok - Szołtysik, Deyna, Kraska - Banaś (en) ( 84e Gadocha), Lubański 67e, Jarosik( 23e Marx) |              | Spectateurs : 20 000 Arbitrage : Victor Pădureanu (ro) | Spectateurs : 20 000 Arbitrage : Victor Pădureanu (ro) |

| 26 avril 1972      | Pologne | 2 - 0   | Espagne | Stadion Miejski w Szczecinie Szczecin, Pologne           |                                                          |
| 16:30 heure locale | Maszczyk 21e 55e | (1 - 0) | | Spectateurs : 40 000 Arbitrage : Kęstutis Andziulis (hu) | Spectateurs : 40 000 Arbitrage : Kęstutis Andziulis (hu) |
| 16:30 heure locale | Rapport |         | | Spectateurs : 40 000 Arbitrage : Kęstutis Andziulis (hu) | Spectateurs : 40 000 Arbitrage : Kęstutis Andziulis (hu) |
| 16:30 heure locale | Kostka - Szymanowski, Gorgoń, Ostafiński, Anczok - Maszczyk, Deyna ( 37e Lato), Szołtysik - Banaś (en), Marx, Gadocha ( 82e Kowalczyk (pl)) | Équipes | Castro (en) - Capón, Macías (es), Fabián (es) - Ferrer (en), Manolo - Lasa (en), Murciano (es), Álvarez (es), Oyarzábal, Manolín Cuesta (es) ( 70e Megido) | Spectateurs : 40 000 Arbitrage : Kęstutis Andziulis (hu) | Spectateurs : 40 000 Arbitrage : Kęstutis Andziulis (hu) |

| 7 mai 1972         | Pologne | 3 - 0   | Bulgarie | Stadion Dziesięciolecia Manifestu Lipcowego Varsovie, Pologne |                                                |
| 16:00 heure locale | Banaś (en) 20e 75e · Marx 85e | (1 - 0) | | Spectateurs : 60 000 Arbitrage : Alois Kessler                | Spectateurs : 60 000 Arbitrage : Alois Kessler |
| 16:00 heure locale | Rapport |         | | Spectateurs : 60 000 Arbitrage : Alois Kessler                | Spectateurs : 60 000 Arbitrage : Alois Kessler |
| 16:00 heure locale | Kostka - Wraży, Ćmikiewicz, Gorgoń, Anczok - Szołtysik, Deyna, Maszczyk ( 70e Polak (en)) - Lubański , Banaś (en), Gadocha ( 83e Marx) | Équipes | Yordanov - Zafirov , Penev , Aladzhov ( 77e Velichkov), Zhechev - Kolev, Dermendzhiev ( 55e Vasilev), Bonev - Jekov, Denev, Mitkov | Spectateurs : 60 000 Arbitrage : Alois Kessler                | Spectateurs : 60 000 Arbitrage : Alois Kessler |

| 31 mai 1972        | Espagne | 3 - 3   | Bulgarie | Estadio Municipal de El Plantío Burgos, Espagne   |                                                   |
| 18:00 heure locale | Quini 4e 13e 79e | (2 - 2) | Bonev 11e · Tsvetkov 17e · Mikhaïlov 76e                                                                                                  | Spectateurs : 16 000 Arbitrage : Fabio Monti (it) | Spectateurs : 16 000 Arbitrage : Fabio Monti (it) |
| 18:00 heure locale | Rapport 1 Rapport 2 Rapport 3 |         | | Spectateurs : 16 000 Arbitrage : Fabio Monti (it) | Spectateurs : 16 000 Arbitrage : Fabio Monti (it) |
| 18:00 heure locale | Castro (en) - Capón, Macías (es), Verdugo (es) - Villar, Manolo ( 46e José Manuel (es)) - Lasa (en), Quini, Santillana, Requejo (es), Macanás (es) ( 59e Oyarzábal) | Équipes | Goranov - Zafirov, Zhechev , Penev - Yonov (en), Kolev - Vasilev ( 46e Mikhaïlov), Bonev - Petkov ( 62e Alexandrov (bg)), Tsvetkov, Denev | Spectateurs : 16 000 Arbitrage : Fabio Monti (it) | Spectateurs : 16 000 Arbitrage : Fabio Monti (it) |

### Groupe 3

#### Premier tour
| Équipe 1             | Résultat | Équipe 2      | Aller | Retour |
| -------------------- | -------- | ------------- | ----- | ------ |
| République d'Irlande | 0 - 3    | Yougoslavie   | 0 - 1 | 0 - 2  |
| Allemagne de l'Est   | 5 - 0    | Italie        | 4 - 0 | 1 - 0  |
| Finlande             | -        | Malte forfait | -     | -      |

#### Détail des rencontres
| 2 avril 1971 | République d'Irlande | 0 - 1 | Yougoslavie   | Finn Park (en) Ballybofey, Irlande           |                                              |
| |                      | (0 - 1) | Hameršmit 32e | Spectateurs : 3 500 Arbitrage : Kaj Sørensen | Spectateurs : 3 500 Arbitrage : Kaj Sørensen |
| | Rapport              | |               | Spectateurs : 3 500 Arbitrage : Kaj Sørensen | Spectateurs : 3 500 Arbitrage : Kaj Sørensen |
| O'Grady - Martin, Dennehy, M. Bourke, Cullen - Doherty, Jordan ( 56e Fairclough (en)), McDonnell, O'Reilly - Sheridan, Young ( 56e Sheehy (en)) | Équipes              | Milosavljević ( Horvat ) - Gašparini, Devčić , Folić, Antolić - Kovrlija, Baralić (en), ? - Olarević ( Samatović), Hameršmit, Mrđa |               | Spectateurs : 3 500 Arbitrage : Kaj Sørensen | Spectateurs : 3 500 Arbitrage : Kaj Sørensen |

| 1er mai 1971 | Allemagne de l'Est                                  | 4 - 0 | Italie | Dynamo-Stadion Dresde, Allemagne de l'Est    |                                              |
| | Kreische 16e · Frenzel 26e · Sammer 30e · Ducke 77e | (3 - 0) |        | Spectateurs : 35 452 Arbitrage : Bertil Lööw | Spectateurs : 35 452 Arbitrage : Bertil Lööw |
| Croy - Stein ( 35e Dörner), Sammer, Ganzera, Weise - Strempel (de), Schlutter - Frenzel, Ducke, Kreische, Vogel ( 80e Richter (en)) | Équipes                                             | Bordon - Bertini, Oriali, Cuccureddu, Cattaneo (en), Martinelli (it) - Inselvini (it), Biondi (it) ( 46e Doldi (en)) - Landini, Magherini (en), Reif (en) |        | Spectateurs : 35 452 Arbitrage : Bertil Lööw | Spectateurs : 35 452 Arbitrage : Bertil Lööw |

| 20 mai 1971 | Italie  | 0 - 1 | Allemagne de l'Est | Stadio Libero Liberati Terni, Italie         |                                              |
| |         | (0 - 0) | Kreische 48e       | Spectateurs : 15 700 Arbitrage : Jack Taylor | Spectateurs : 15 700 Arbitrage : Jack Taylor |
| Bordon - Bellugi ( 46e Liguori (it)), Oriali, Cuccureddu, Spinosi, Zaniboni - Damiani ( 68e Orazi (it)), Franzot (it) - Pulici, Sala, Bettega | Équipes | Croy - Weise, Sammer, Ganzera, Bransch - Strempel (de), Frenzel ( 59e Schlutter) - Stein, Ducke, Kreische ( 72e Richter (en)), Löwe |                    | Spectateurs : 15 700 Arbitrage : Jack Taylor | Spectateurs : 15 700 Arbitrage : Jack Taylor |

| 9 juin 1971 | Yougoslavie                   | 2 - 0 | République d'Irlande | Stadion Kantrida Rijeka, Yougoslavie |                     |
| | Kovačević 33e · Samatović 86e | (1 - 0) |                      | Spectateurs : 5 000                  | Spectateurs : 5 000 |
| | Rapport                       | |                      | Spectateurs : 5 000                  | Spectateurs : 5 000 |
| Milosavljević - Devčić, Srebrov, Folić, Antolić - Kovrlija, Kovačević - Hameršmit ( Mrđa ( Srok)), Samatović, Olarević, Bursać (en) | Équipes                       | O'Grady - Martin ( Jordan), J. Bourke, Cullen, Doherty - Jackson, McDonnell, Sheehy (en), Sheridan - Smith, Young |                      | Spectateurs : 5 000                  | Spectateurs : 5 000 |

|  | Finlande | Q. - forfait | Malte |  |  |
|  |          |              |       |  |  |

#### Second tour
| Rang | Équipe             | Pts     | J       | G       | N       | P       | Bp      | Bc      | Diff    |  | Résultats (▼ dom., ► ext.) |     |     |
| ---- | ------------------ | ------- | ------- | ------- | ------- | ------- | ------- | ------- | ------- |  | -------------------------- | --- | --- |
| 1    | Allemagne de l'Est | 3       | 2       | 1       | 1       | 0       | 2       | 0       | +2      |  | Allemagne de l'Est         |     | 2-0 |
| 2    | Yougoslavie        | 1       | 2       | 0       | 1       | 1       | 0       | 2       | -2      |  | Yougoslavie                | 0-0 |     |
| -    | Finlande           | Forfait | Forfait | Forfait | Forfait | Forfait | Forfait | Forfait | Forfait |  |                            |     |     |

#### Détail des rencontres
| 17 novembre 1971 | Allemagne de l'Est         | 2 - 0 | Yougoslavie | Ostseestadion Rostock, Allemagne de l'Est        |                                                  |
| | Streich 48e · Kreische 62e | (0 - 0) |             | Spectateurs : 18 000 Arbitrage : Wiesław Karolak | Spectateurs : 18 000 Arbitrage : Wiesław Karolak |
| | Rapport                    | |             | Spectateurs : 18 000 Arbitrage : Wiesław Karolak | Spectateurs : 18 000 Arbitrage : Wiesław Karolak |
| Croy - Kische, Bransch, Sammer, Weise - Strempel (de), Irmscher - Kreische, Streich, Ducke, Sparwasser ( 73e Frenzel) | Équipes                    | Hajduković (en) - Gašparini, Folić, Devčić, Petrović - Kovrlija, Lalović, Ježević - Pejović, Gligoroski ( 46e Bursać (en)), Georgijeski ( 76e Krešić) |             | Spectateurs : 18 000 Arbitrage : Wiesław Karolak | Spectateurs : 18 000 Arbitrage : Wiesław Karolak |

| 26 avril 1972 | Yougoslavie | 0 - 0                                                                                       | Allemagne de l'Est | Stadion Goce Delčev (en) Prilep, Yougoslavie           |                                                        |
| |             | (0 - 0)                                                                                     |                    | Spectateurs : 25 000 Arbitrage : Valentin Lipatov (hu) | Spectateurs : 25 000 Arbitrage : Valentin Lipatov (hu) |
| Hajduković (en) - Srebrov, Premović, Baralić (en), Petrović - Kovrlija, Kovačević, Balevski (de) - Gligoroski, Georgijeski, Samatović ( 46e Lalović) | Équipes     | Croy - Kische, Zapf, Bransch, Weise - Sammer, Irmscher - Sparwasser, Ducke, Kreische, Vogel |                    | Spectateurs : 25 000 Arbitrage : Valentin Lipatov (hu) | Spectateurs : 25 000 Arbitrage : Valentin Lipatov (hu) |

### Groupe 4

#### Premier tour
| Équipe 1 | Résultat | Équipe 2 | Aller | Retour |
| -------- | -------- | -------- | ----- | ------ |
| Roumanie | 4 - 2    | Albanie  | 2 - 1 | 2 - 1  |
| Suisse   | 2 - 5    | Danemark | 2 - 1 | 0 - 4  |

#### Détail des rencontres
| 18 avril 1971      | Roumanie | 2 - 1   | Albanie | Stadionul Republicii Bucarest, Roumanie      |                                              |
| 16:00 heure locale | Iordănescu 45e · Sălceanu (en) 74e | (1 - 0) | Zhega 55e | Spectateurs : 9 000 Arbitrage : Franz Wöhrer | Spectateurs : 9 000 Arbitrage : Franz Wöhrer |
| 16:00 heure locale | Rapport 1 Rapport 2 Rapport 3 |         | | Spectateurs : 9 000 Arbitrage : Franz Wöhrer | Spectateurs : 9 000 Arbitrage : Franz Wöhrer |
| 16:00 heure locale | Coman - Cheran (en), Olteanu (en), Vlad (en), Popovici (en) - Beldeanu (en), Vigu (en) , Sălceanu (en) ( 74e Dincuță (ro)) - Tătaru, Iordănescu, Dumitrescu (en) ( 63e Năstase) | Équipes | Dinella - Gjika (it), Dhales, Ziu (en), Çani - Rragami (en), Vaso (sq) ( 50e Kasmi (en)), Çeço (en), Bizi (en) - Pano , Zhega | Spectateurs : 9 000 Arbitrage : Franz Wöhrer | Spectateurs : 9 000 Arbitrage : Franz Wöhrer |

| 21 avril 1971      | Suisse | 2 - 1   | Danemark | Stade de Copet (en) Vevey, Suisse             |                                               |
| 20:00 heure locale | Griesemer 18e · Bovy 65e                                                                                               | (1 - 0) | Nygaard 51e | Spectateurs : 2 500 Arbitrage : Gerhard Kunze | Spectateurs : 2 500 Arbitrage : Gerhard Kunze |
| 20:00 heure locale | Rapport |         | | Spectateurs : 2 500 Arbitrage : Gerhard Kunze | Spectateurs : 2 500 Arbitrage : Gerhard Kunze |
| 20:00 heure locale | Küng (de) - Schaller, Huguenin, Ruprecht, Isler - Merlin ( 69e Mabillard), Bühlmann - Meury, Griesemer, Bovy, Messerli | Équipes | B. Hansen - Larsen (en), Frederiksen , T. Nielsen (en), J.J. Hansen , Olsen - Sandvad (da), Outzen (da), B. Nielsen - Nygaard, Dahl (en) ( 79e J. Hansen (en)) | Spectateurs : 2 500 Arbitrage : Gerhard Kunze | Spectateurs : 2 500 Arbitrage : Gerhard Kunze |

| 5 mai 1971         | Danemark | 4 - 0   | Suisse | Københavns Idrætspark (en) Copenhague, Danemark  |                                                  |
| 19:00 heure locale | Toft (da) 16e (pen.) · Olsen 21e · Nielsen 66e · Outzen (da) 87e | (2 - 0) | | Spectateurs : 21 800 Arbitrage : Marian Środecki | Spectateurs : 21 800 Arbitrage : Marian Środecki |
| 19:00 heure locale | Rapport |         | | Spectateurs : 21 800 Arbitrage : Marian Środecki | Spectateurs : 21 800 Arbitrage : Marian Środecki |
| 19:00 heure locale | Hagenau (it) - Larsen (en) , Toft (da), Rasmussen (en), Olsen - Sandvad (da), J. Hansen (en), Outzen (da) - Forsing, B. Nielsen, Printzlau (en) ( 46e Pedersen (en)) | Équipes | Küng (de) - Schaller, Huguenin, Ruprecht, Isler - Merlin ( 46e Meury), Bühlmann, Kurz - Griesemer ( 46e Mabillard), Bovy, Messerli | Spectateurs : 21 800 Arbitrage : Marian Środecki | Spectateurs : 21 800 Arbitrage : Marian Środecki |

| 26 mai 1971        | Albanie | 1 - 2   | Roumanie | Stadiumi Qemal-Stafa Tirana, Albanie              |                                                   |
| 16:30 heure locale | Pano 29e | (1 - 0) | Tătaru 57e 68e | Spectateurs : 25 000 Arbitrage : Mohamed El-Azari | Spectateurs : 25 000 Arbitrage : Mohamed El-Azari |
| 16:30 heure locale | Rapport 1 Rapport 2 |         | | Spectateurs : 25 000 Arbitrage : Mohamed El-Azari | Spectateurs : 25 000 Arbitrage : Mohamed El-Azari |
| 16:30 heure locale | Dinella - Gjika (it), Berisha (en), Kasmi (en), Rragami (en), Çani - Përnaska, Zhega ( 82e Leshteni), Bizi (en) - Pano , Janku ( 69e Sejdini (en)) | Équipes | Coman - Cheran (en), Olteanu (en), Vlad (en), Popovici (en) - Dumitru, Vigu (en) , Pantea (en) - Tătaru ( 83e Sălceanu (en)), Iordănescu, Codreanu (en) | Spectateurs : 25 000 Arbitrage : Mohamed El-Azari | Spectateurs : 25 000 Arbitrage : Mohamed El-Azari |

#### Second tour
| Rang | Équipe   | Pts | J | G | N | P | Bp | Bc | Diff |  | Résultats (▼ dom., ► ext.) |     |     |
| ---- | -------- | --- | - | - | - | - | -- | -- | ---- |  | -------------------------- | --- | --- |
| 1    | Danemark | 4   | 4 | 2 | 0 | 0 | 5  | 3  | +2   |  | Danemark                   |     | 2-1 |
| 2    | Roumanie | 0   | 2 | 0 | 0 | 2 | 3  | 5  | -2   |  | Roumanie                   | 2-3 |     |

#### Détail des rencontres
| 10 octobre 1971    | Danemark | 2 - 1   | Roumanie | Københavns Idrætspark (en) Copenhague, Danemark    |                                                    |
| 13:30 heure locale | Boc (en) 2e (csc) · Pedersen (en) 13e | (2 - 0) | Dembrovschi 47e | Spectateurs : 23 800 Arbitrage : Klaus Ohmsen (de) | Spectateurs : 23 800 Arbitrage : Klaus Ohmsen (de) |
| 13:30 heure locale | Rapport 1 Rapport 2 Rapport 3 |         | | Spectateurs : 23 800 Arbitrage : Klaus Ohmsen (de) | Spectateurs : 23 800 Arbitrage : Klaus Ohmsen (de) |
| 13:30 heure locale | Therkildsen (en) - T. Nielsen (en), Andresen (en), Røntved, Rasmussen (en), Olsen - Pedersen (en), H.E. Hansen (en), E. Nielsen (en) - Nygaard , Markussen (en) | Équipes | Necula - Cheran (en), Boc (en), Dinu, Popovici (en) - Dumitru ( 78e Pescaru), Nunweiller - Lucescu , Tătaru ( 46e Dembrovschi), Neagu, Iordănescu | Spectateurs : 23 800 Arbitrage : Klaus Ohmsen (de) | Spectateurs : 23 800 Arbitrage : Klaus Ohmsen (de) |

| 21 mai 1972        | Roumanie | 2 - 3   | Danemark | Stadionul 23 August Bucarest, Roumanie           |                                                  |
| 17:00 heure locale | Györffy (en) 79e · Dumitru 90e | (1 - 0) | Røntved 30e · Johansson 60e · Jensen 63e | Spectateurs : 5 000 Arbitrage : Giorgos Katsoras | Spectateurs : 5 000 Arbitrage : Giorgos Katsoras |
| 17:00 heure locale | Rapport 1 Rapport 2 |         | | Spectateurs : 5 000 Arbitrage : Giorgos Katsoras | Spectateurs : 5 000 Arbitrage : Giorgos Katsoras |
| 17:00 heure locale | Ghiță (ro) - Pop, Olteanu (en), Vlad (en), Codrea - Dumitru, Simionaș (en) ( 46e Brosovszky (en)) - Györffy (en), Tătaru ( 46e Domide), Neagu, Marcu (en) | Équipes | Therkildsen (en) - Ahlberg (en), Andresen (en), Røntved, Rasmussen (en), Olsen - H.E. Hansen (en) ( 74e Bak (en)), J. Hansen (en) - Nygaard , Johansson, Jensen | Spectateurs : 5 000 Arbitrage : Giorgos Katsoras | Spectateurs : 5 000 Arbitrage : Giorgos Katsoras |